# Piotr Smirnow
Piotr Aleksandrowicz Smirnow, ros. Пётр Александрович Смирнов (ur. 17 maja?/29 maja 1897 w Biało-Chołuminskij Zawod, gubernia wiacka, zm. 23 lutego 1939 w Moskwie) – komisarz armijny I rangi, ludowy komisarz Marynarki Wojennej ZSRR, rosyjski działacz komunistyczny, politruk, ofiara wielkiego terroru.

## Życiorys
Urodził się w rodzinie robotniczej. Po ukończeniu w 1913 szkoły rzemieślniczej został uczniem ślusarza. Później pracował w fabryce. W marcu 1917 roku został członkiem SDPRR(b).
Od 1917 w Czerwonej Gwardii, potem służył w tworzonej Robotniczo-Chłopskiej Armii Czerwonej (RChACz). W okresie marzec – kwiecień 1918 komisarz Północnego Oddziału Lotniczego stworzonego dla zdławienia powstania w guberni permskiej. W czasie wojny domowej w latach 1918–1919 komisarz pułku, 1919–1920 komisarz brygady, potem w Oddziale Politycznym Armii na Froncie Wschodnim, Południowo-Wschodnim i Kaukaskim. w 1921 uczestniczył w zdławieniu powstania marynarzy w Kronsztadzie. W l. 1921 – 1924 komisarz dywizji, korpusu w Północno Kaukaskim, Moskiewskim i Nadwołżańskim Okręgach Wojskowych. W maju 1924 wyznaczony na zastępcę szefa Oddziału Organizacyjnego Zarządu Politycznego RChACz. Na tym stanowisku do 1926 z przerwą na ukończenie Wyższych Kursów Akademickich pracowników politycznych RChACz. Od 1926 członek Rady Wojskowej, szef Zarządu Politycznego Floty Bałtyckiej, Północnokaukaskiego, Nadwołżańskiego (1931-33), Białoruskiego (1933-35) i Leningradzkiego (1935-37) Okręgów Wojskowych. 
W czerwcu 1937 szef Głównego Zarządu Politycznego Armii Czerwonej, po zdjęciu J. Gamarnika, od października jednocześnie zastępca komisarza Obrony ZSRR. Pierwszy komisarz (minister) Marynarki Wojennej ZSRR po jej wydzieleniu z ministerstwa obrony od 30 grudnia 1937.
Jeden z głównych organizatorów represji w armii. Sankcjonował lub był inicjatorem aresztów dużej liczby oficerów dowódców i pracowników politycznych RChACz, potem Marynarki Wojennej.
Członek Centralnego Komitetu Wykonawczego (rząd) ZSRR 7. kadencji, deputowany Rady Najwyższej ZSRR 1. kadencji.
Aresztowany 30 czerwca 1938 (oficjalnie usunięcie ze stanowiska 8 września). Skazany 22 lutego 1939 „za udział w spisku wojskowo-faszystowskim” i 23 lutego 1939 rozstrzelany. Zrehabilitowany w 1956.
Odznaczenia: Order Lenina, Order Czerwonego Sztandaru.